# Rhodophiala cipoana
Rhodophiala cipoana är en amaryllisväxtart som beskrevs av Pierfelice Ravenna. Rhodophiala cipoana ingår i släktet Rhodophiala och familjen amaryllisväxter. Inga underarter finns listade i Catalogue of Life.